# Система кодування
Систе́ма кодува́ння — це сукупність правил позначення об'єктів класифікації і класифікаційних груп.

## Порядкова система кодування
Порядкова система кодування — послідовна номерація об'єктів числами натурального ряду. Використовується, коли кількість об'єктів невелика. Для зручності можна використовувати однакову довжину коду.
Приклади:
1, 2, 3...
 01, 02, 03...
Переваги:
- простота та малозначність.

Недоліки:
- з появою нових об'єктів логічна стійкість порушується.

## Серійна система кодування
Серійна система кодування ділить об'єкти на класи, серії. Всередині серії — порядкова система. Використовується, коли кількість груп невелика.
Приклади:
1.1, 1.2 ...
2.1, 2.2...
Переваги:
- можливість передбачити розрив серії
- можливість підбивання підсумків за серіями

Недоліки:
- потрібно передбачити правильний резерв